# Reign Over Me
Reign Over Me is een Amerikaanse film uit 2007 met in de hoofdrollen Adam Sandler en Don Cheadle. De film is geschreven, geproduceerd en geregisseerd door Mike Binder, die zelf ook een rol heeft in de film.

## Verhaal
Het verhaal gaat over tandarts Alan Johnson (Cheadle), die op een dag oud-studiegenoot Charlie Fineman (Sandler) na lange tijd weer ontmoet. Charlie's gezin is omgekomen bij de aanslagen op 11 september 2001. Als Alan weer contact legt, blijkt Charlie psychisch ingestort te zijn. Hij kan de dood van zijn gezin niet verwerken en speelt de hele dag op zijn PlayStation. Alan probeert hulp voor hem te vinden, maar Charlie staat hier niet voor open. Als hij uiteindelijk toch besluit een psychiater op te zoeken, verlopen de gesprekken echter moeizaam. Zijn schoonouders willen hem in een psychiatrische inrichting krijgen. De rechtszaak die hierop volgt loopt uit de hand, omdat Charlie zijn emoties niet de baas kan. In een opwelling besluit hij aan zijn schoonouders uit te leggen hoe de vork in de steel zit. De rechter (Donald Sutherland) heeft hen de verantwoordelijkheid gegeven over de toekomst van Charlie. Uiteindelijk besluiten ze de rechtszaak af te blazen en Charlie met rust te laten.
Intussen heeft ook Alan problemen. Hij heeft het gevoel niet genoeg ruimte te krijgen van zijn vrouw en gaat hierdoor af en toe expres tegen haar in. Ook laat hij op zijn werk over zich heen lopen. Uiteindelijk weet hij dit met de hulp van Charlie te doorbreken.

## Rolverdeling
| Acteur             | Personage         |
| ------------------ | ----------------- |
| Adam Sandler       | Charlie Fineman   |
| Don Cheadle        | Alan Johnson      |
| Donald Sutherland  | Judge Raines      |
| Jada Pinkett Smith | Janeane Johnson   |
| Liv Tyler          | Psychiater Angela |
| Saffron Burrows    | Donna             |
| Melinda Dillon     | Ginger Timpleman  |